# Paralucia
Genre
Paralucia est un genre de lépidoptères (papillons) de la famille des Lycaenidae dont l'aire de répartition se limite à l'Australie.

## Dénomination
Ils ont été nommés Paralucia par Gustavus Athol Waterhouse et Rowland E. Turner en 1905.

## Nomenclature
La taxinomie des insectes est en pleine évolution voire révolution, et les classifications comportent des différences. Ici Paralucia est considéré soit comme un genre appartenant à la sous-famille des Lycaeninae, soit comme un genre appartenant à la sous-famille des Theclinae.

## Caractéristique communes
Leur aire de répartition se limite à l'Australie.
Leur plante hôte est Bursaria spinosa, et ils cohabitent avec les fourmis des genres Anonychomyrma et Notoncus[réf. souhaitée].

## Liste des espèces
D'après LepIndex :
- Paralucia aenea Miskin, 1890
  - Paralucia lucida Crosby, 1951
- Paralucia pyrodiscus Rosenstock, 1885
- Paralucia spinifera Edwards & Common, 1978

D'après funet :
- Paralucia aurifer (Blanchard, [1848]) le Bright Copper.
- Paralucia pyrodiscus (Doubleday, 1847)
  - Paralucia pyrodiscus pyrodiscus le Dull Copper.
  - Paralucia pyrodiscus lucida Crosby, 1951 ;
- Paralucia spinifera Edwards & Common, 1978